# 三宅岩瓷蟹
三宅岩瓷蟹（学名：Petrolisthes miyakei）为瓷蟹科岩瓷蟹屬下的一个种。